# Terrestrische plant
Terrestrische planten of aardplanten zijn schimmels of planten die (met hun wortels) in humusrijke bodem groeien en daar water en mineralen uit opnemen. 
Tegenover terrestrische planten onderscheidt men:
- epifyten, die op andere planten (bomen) groeien
- lithofyten, die op rotsen groeien
- waterplanten die vrij zwevend groeien in oppervlaktewater
- helofyten vormen een overgangsgroep, omdat ze groeien in oppervlaktewater en in de bodem wortelen

Het is ook mogelijk de term terrestrisch in wijde zin op te vatten als op het land levend, in tegenstelling tot marien en aquatisch.